# Petra Kamstra
Petra Kamstra (Rotterdam, 18 marzo 1974) è un'ex tennista olandese.
Professionista dal 1989 al 1998, è ricordata per aver raggiunto nel 1995 gli ottavi di finale a Wimbledon, dove è poi stata sconfitta da Conchita Martínez. Questo piazzamento le avrebbe quindi permesso di conquistare la posizione numero 70 del ranking mondiale. Nel 1991 si era invece fermata al terzo turno dell'Australian Open. Non ha mai vinto titoli in singolare, mentre in doppio è riuscita ad aggiudicarsi un torneo con la partner Tina Križan.